# Roger Berchtold
Roger Berchtold (* 24. März 1989) ist ein ehemaliger Schweizer Unihockeyspieler, welcher beim Nationalliga-A-Verein Ad Astra Sarnen unter Vertrag stand.

## Karriere
Berchtold stieg mit Sarnen in die Nationalliga B auf und später auch in die Nationalliga A. 2021 beendete Berchtold seine Karriere und spielt seither in der ersten Mannschaft von Ad Astra Sarnen.